# Chinese suite (Foulds)
De Chinese suite is een compositie van John Foulds.
Deze suite bestaat uit een viertal ultrakorte stukjes muziek, waarbij Foulds zich nu eens liet inspireren door muziek uit China in plaats van India. Foulds nam van de Chinese muziek de pentatoniek over alsmede een verzameling aan percussie om de werkjes een oosterse klank te geven. Hij omschreef het op zijn manuscript: "Original melodies in the Chinese idiom". De muziek houdt het midden tussen klassieke muziek en lichte muziek. Het zou dateren uit 1935, hij schreef het tijdens een verblijf in de Punjab, maar het vond pas in 1989 haar weg naar de lessenaars met Raymond Head als dirigent en het Banbury Symphony Orchestra als (semi-beroeps)orkest voor een concert dan wel plaatopname.
De vier delen:
- In de gardens of bliss (Pei hai) (Largo con fignita-moderato ben marcato)
- In the perfume pagoda (Fo hsiang ko) (Andante misurato)
- Procession to the temple of heaven (Marcia, poco lento)
- The Ming madarin (Kuan) (Allegretto molto brioso-pomposo-Tempo I-Pomposo-vivo)